# Cattedrale di San Pietro (Rabat)
La cattedrale di San Pietro a Rabat è una cattedrale della Chiesa cattolica in Marocco, situata nel centro della capitale Rabat, nella piazza di Golan. È costruita in stile Art déco ed è la sede dell'Arcidiocesi di Rabat.
La costruzione della cattedrale iniziò nel 1919. L'architetto capo era Adrien Laforgue, fratello del poeta Jules Laforgue. La cerimonia inaugurale fu presieduta nel 1921 dal ministro generale residente di Francia in Marocco, il maresciallo di Francia Louis Hubert Gonzalve Lyautey e la cattedrale iniziò ad essere utilizzata dal novembre dello stesso anno. I due campanili della cattedrale, ormai caratteristici dello skyline cittadino, furono aggiunti nel 1930.
La cattedrale è del tutto operativa e la messa vi è celebrata quasi quotidianamente.

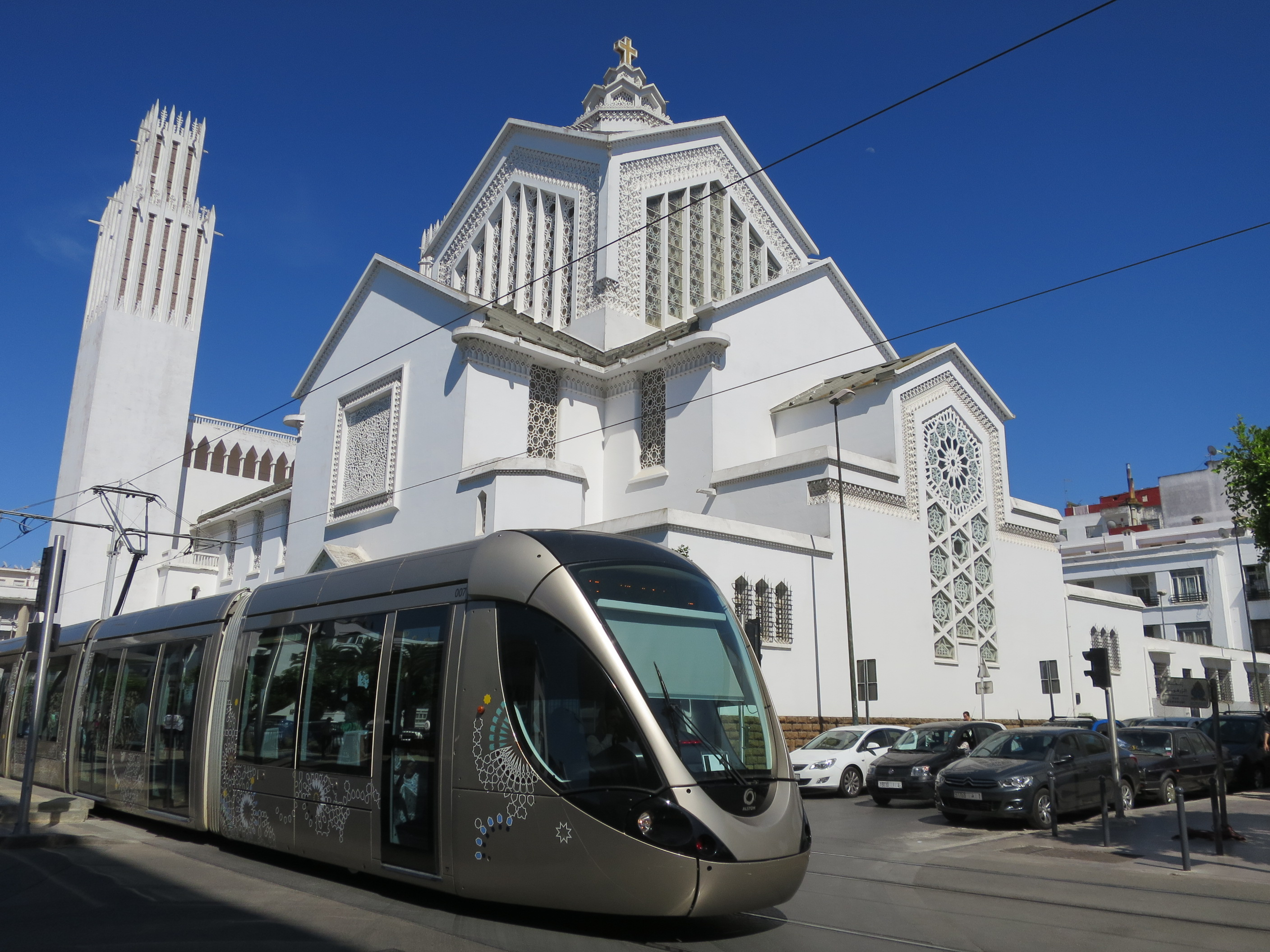
Vista posteriore
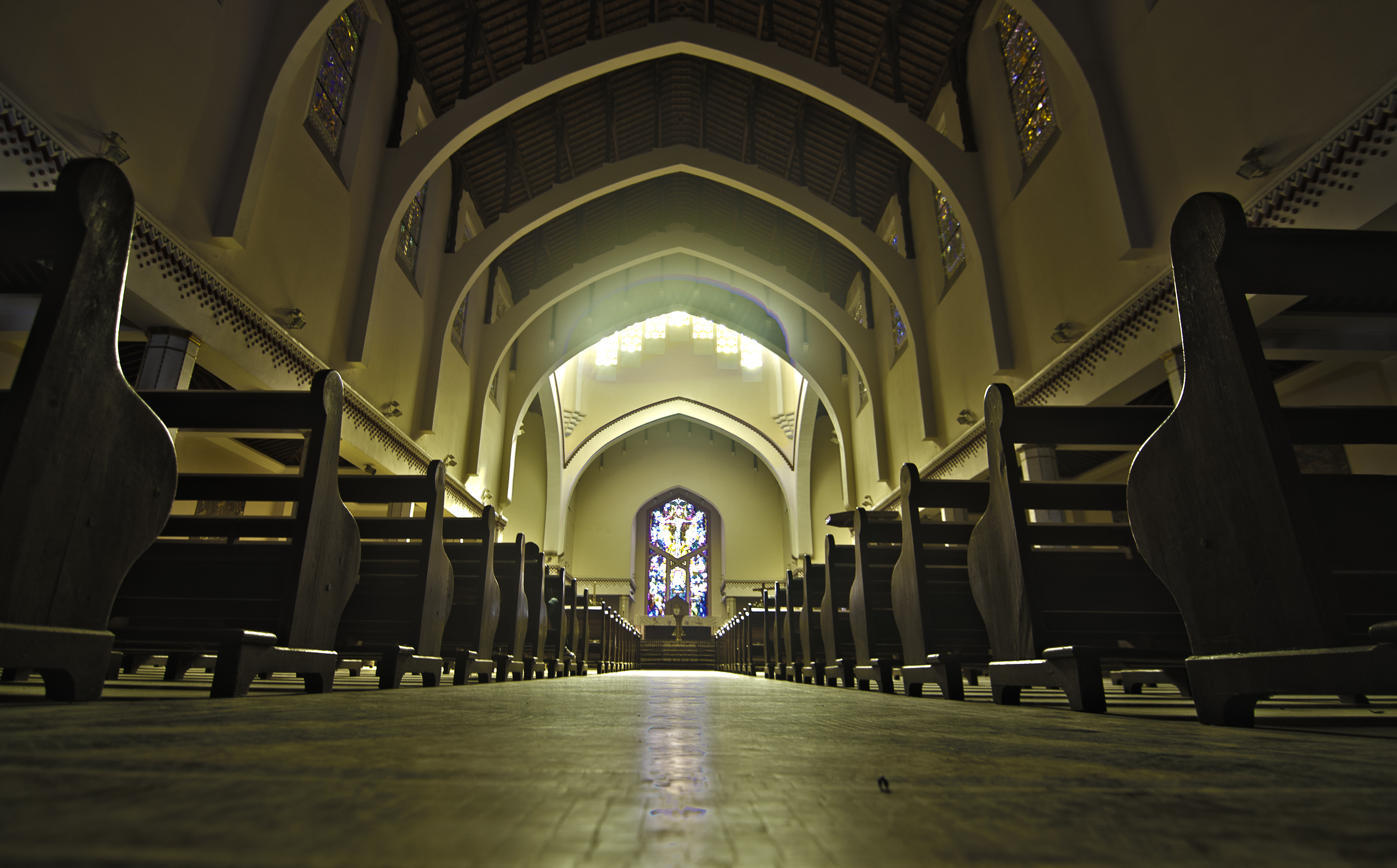
Interni
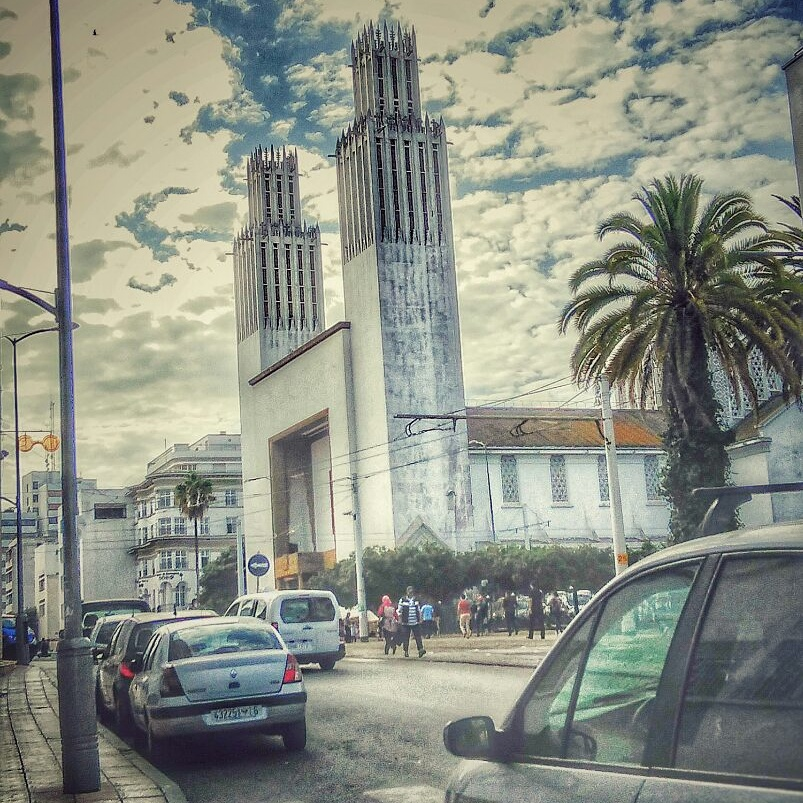